# Moses Kurong
Moses Martin Kurong (ur. 7 lipca 1994) – ugandyjski lekkoatleta specjalizujący się w biegach długodystansowych.
W 2012 startował na mistrzostwach świata juniorów w Barcelonie, podczas których zajął 7. miejsce w biegu na 5000 metrów, a na dwa razy dłuższym dystansie był piąty. Złoty i brązowy medalista mistrzostw Afryki do lat 19 (2013). W 2016 zajął 22. miejsce w biegu na 10 000 metrów podczas igrzysk olimpijskich w Rio de Janeiro.
Medalista mistrzostw Ugandy.

## Osiągnięcia
| Rok  | Impreza                                   | Miejsce        | Konkurencja           | Lokata      | Wynik    |
| ---- | ----------------------------------------- | -------------- | --------------------- | ----------- | -------- |
| 2012 | Mistrzostwa Afryki w biegach przełajowych | Kapsztad       | bieg juniorów         | 18. miejsce | 24:40    |
| 2012 | Mistrzostwa świata juniorów               | Barcelona      | bieg na 5000 metrów   | 7. miejsce  | 13:52,96 |
| 2012 | Mistrzostwa świata juniorów               | Barcelona      | bieg na 10 000 metrów | 5. miejsce  | 29:06,87 |
| 2013 | Mistrzostwa świata w biegach przełajowych | Bydgoszcz      | bieg juniorów         | 39. miejsce | 23:27    |
| 2013 | Mistrzostwa Afryki juniorów               | Bambous        | bieg na 5000 metrów   | 3. miejsce  | 13:56,39 |
| 2013 | Mistrzostwa Afryki juniorów               | Bambous        | bieg na 10 000 metrów | 1. miejsce  | 28:31.8h |
| 2016 | Mistrzostwa Afryki w biegach przełajowych | Jaunde         | bieg seniorów         | 11. miejsce | 27:55    |
| 2016 | Igrzyska olimpijskie                      | Rio de Janeiro | bieg na 10 000 metrów | 22. miejsce | 28:03,38 |
| 2017 | Mistrzostwa świata                        | Londyn         | bieg na 10 000 metrów | 18. miejsce | 27:50,71 |

## Rekordy życiowe
- Bieg na 5000 metrów – 13:29,20 (2016)
- Bieg na 10 000 metrów – 27:22,33 (2017)